# Comité de traduction Padmakara
Padmakara fut fondé en 1987, en Dordogne, France ; Tsétrul Péma Wangyal Rinpoché et Jigmé Khyentsé Rinpoché en assurent la direction spirituelle. 
Le Comité de traduction et les éditions Padmakara se consacrent à la sauvegarde, la traduction et la publication de textes tibétains. L'objectif premier est de conserver les textes essentiels de la littérature tibétaine classique et contemporaine, principalement les ouvrages sur la philosophie et la pratique bouddhistes, et de les faire connaître au public occidental.
Le Comité de Traduction Padmakara rassemble des traducteurs et des relecteurs spécialisés de diverses nationalités qui s’attachent à transmettre dans leur langue maternelle toute la profondeur et la saveur des textes majeurs issus des quatre grandes écoles du bouddhisme tibétain.
Les Éditions Padmakara, quant à elles, publient et diffusent des livres (principalement en français), des livrets de textes de pratique (en plusieurs langues), et des enregistrements audio.

## Les objectifs de Padmakara

### Sauver une tradition plus que millénaire
La sagesse du bouddhisme indien d’origine a été préservée dans son intégralité au Tibet pendant plus de douze siècles, et s’est enrichie de l'expérience des grands maîtres tibétains. Depuis l'occupation communiste, cet extraordinaire corpus de savoir est menacé : préserver la tradition orale et les textes écrits sur lesquels elle se fonde est donc une tâche urgente.

### Rendre les enseignements du bouddhisme tibétain accessible à un public occidental.
Cette sagesse, encore détenue par des maîtres authentiques, suscite un intérêt croissant en Occident. le souhait de Padmakara est de la rendre accessible sous des formes variées et en plusieurs langues, à tous ceux qui souhaitent la comprendre et la mettre en pratique.

## Les activités de Padmakara
Pour atteindre ces objectifs, Padmakara a défini quatre secteurs d'activités :
- La Traduction : produire des traductions fidèles  et soignées de textes tibétains et d'enseignements oraux, en collaboration avec des érudits tibétains reconnus, et des traducteurs occidentaux expérimentés.
- L’Édition : publication et diffusion internationale de ces traductions, soit aux Éditions Padmakara, soit chez d'autres grands éditeurs.
- La Sauvegarde et l’archivage des textes :  répertorier et reproduire les manuscrits, exemplaires xylographiques et livres imprimés en langue tibétaine).
- Archivage audio :  enregistrement, archivage et diffusion audio d'enseignements oraux donnés par des maîtres tibétains contemporains.

Padmakara participe au projet de traduction du canon bouddhiste tibétain « 84000 ».

## Traductions françaises
- Le Chemin de la Grande Perfection, Patrul Rinpoché,  Padmakara, 1987 ; 2e édition, 1997.
- Bodhicitta, l’esprit d’éveil, Péma Wangyal, Padmakara, 1988.
- Dilgo Khyentsé Rinpoché, Padmakara, 1990.
- Au Seuil de l’Éveil, Dilgo Khyentsé, Padmakara, 1991; 2e édition, 1998.
- La Marche vers l’Éveil (Bodhicaryâvatâra), Shântideva, Padmakara, 1992.
- Comme un éclair déchire la nuit, Dalaï-Lama, Albin Michel, 1992.
- Audace et Compassion, Dilgo Khyentsé, Padmakara, 1993.
- Comprendre la vacuité, Khentchen Kunzang Palden et Minyak et Kunzang Seunam, Padmakara, 1993.
- La Vie de Yéshé Tsogyal, souveraine du Tibet, Gyalwa Tchangtchoub et Namkhai Nyingpo, Padmakara, 1995.
- Le goût unique du bonheur et de la souffrance, Djigmé Tenpai Nyima, Padmakara, 1995.
- La Fontaine de grâce, Dilgo Khyentsé, Padmakara, 1995.
- Le Trésor du cœur des êtres éveillés, Dilgo Khyentsé, Seuil, 1995.
- Diamants de Sagesse, Péma Wangyal, Padmakara, 1996.
- L’Esprit du Tibet, Matthieu Ricard, livre d’art, Seuil, 1996 ; édition de poche, « Points sagesses », Seuil, 2001.
- Le Précieux Ornement de la Libération, Gampopa Seunam Rinchen, Padmakara, 1999.
- Les Contes de Jataka, volumes I, II, III, IV, Padmakara, 1998-2000.
- Les Cent Conseils de Padampa Sangyé, Dilgo Khyentsé, Padmakara, 2000.
- La Liane magique ou les hauts faits du Bodhisattva, Kshemendra, Padmakara, 2001.
- Petites Instructions Essentielles, Dudjom Rinpoché, Padmakara, 2002.
- Mahasiddhas, La vie de 84 sages de l’Inde, Abhayadatta, Padmakara, 2003.
- Le Soleil de la Confiance, La vie du Bouddha, Taranatha, Padmakara, 2003.
- Les larmes du Bodhisattva, enseignements bouddhistes sur la consommation de chair animale, Shabkar, Padmakara, 2006
- Lettre à un ami, commentée par Kangyour Rinpoché, Nagarjuna, Padmakara 2007
- Bodhicaryavatara, La marche vers l’Éveil. Nouvelle traduction, Shantideva, Padmakara 2007
- Perles d’ambroisie, Kunsang Palden, Padmakara 2007 (coffret de trois volumes)
- Au Cœur de la Compassion, Commentaire des Trente-sept stances sur la pratique des bodhisattvas de Thogmé Zangpo, Dilgo Khyentsé Rinpoché, Padmakara 2008
- Les Stances fondamentales de la Voie médiane Mûlamadhyamakakârikâ, Nagarjuna, Padmakara 2008
- Le Lotus Blanc, Explication détaillée de la Prière en Sept Vers de Guru Rinpoché, Mipham Namgyal, Padmakara 2009.
- Le Trésor de précieuses qualités, Jigmé Lingpa et Kangyour Rinpoché, Padmakara 2009
- L’Essence de la sagesse primordiale avec le commentaire de Kontrul Lotreu Thayé, Padmasambhava, Tome I Padmakara 2011, Tome II Padmakara 2012.
- Une Lampe sur le chemin de la libération, Dudjom Rinpoché, Padmakara 2011
- Shabkar, autobiographie d’un yogi tibétain, traduction de Matthieu Ricard et Carisse Busquet, Padmakara, 2014
- Pas pour le bonheur, guide des pratiques dites préliminaires, Jamyang Dzongsar Khyentsé, Padmakara, 2014
- Notes de mémoire sur le Chemin de la Grande Perfection, Ngawang Palzang, Padmakara, 2014
- Le Miroir de la vigilance qui reflète parfaitement le sens général des bardos, Tsélé Natsok Rangdreul, Padmakara, 2015.
- Comprendre la Voie médiane, Vacuité et interdépendance, Dalaï Lama, Padmakara, 2015.
- La Lampe immaculée qui éclaire le sens authentique du Grand Sceau, quintessence de tous les enseignements, Tsélé Natsok Rangdreul, Padmakara, 2016.
- L’Avènement de la Grande Perfection naturelle, vol. I, Nyoshul Khenpo Jamyang Dorjé, Padmakara, 2016.
- L’Essence de la sagesse primordiale, avec le commentaire de Jamgön Kongtrul  Lotreu Thayé, Padmasambhava, vol. III et IV, Padmakara, 2016.
- L’Essence du soleil. Explication du véhicule le plus sublime : l’insurpassable et très secrète Lumineuse Essence Adamantine, Tsélé Natsok Rangdreul, Padmakara, 2017.
- Un puissant remède qui éradique l’attachement au soi. Étapes de la méditation sur l’esprit d’Éveil, commenté par Shéchèn Rabjam Rinpoché, Padmakara, 2018.
- Un puissant remède qui éradique l’attachement au soi. Étapes de la méditation sur l’esprit d’Éveil, commenté par Shéchèn Rabjam Rinpoché, Padmakara, 2018.
- Le Vagabond de l’Éveil, la vie et les enseignements de Patrul Rinpoché, Matthieu Ricard, Padmakara, 2018.
- Merci, Perceval, Sally Devorsine d’après Jigmé Khyentsé Nuden Dorjé, 2018.
- Lion de la parole, biographie essentielle de l'omniscient Mipham Namgyal Gyatso, Padmakara, 2019.
- Le Tantra du Choral des noms de Mañjuśrī commenté par Vimalamitra, Padmakara, 2019.
- La Vie et le monde de Jamyang Khyentsé Chökyi Lodrö, Dilgo Khyentsé Yéshé Dorjé, Padmakara, 2020.
- Traces d’un voyage, Khenpo Sodargyé, préface de Matthieu Ricard, Padmakara, 2021.
- Merveilleuse danse illusoire, Autobiographie de Khenchen Ngawang Palzang Eusèl Rinchèn Nyingpo Péma Lédrel Tsal, Padmakara, 2021.

## Publiés par Padmakara dans la collection Tsadra
- Rayon de Lune, Les étapes de la méditation du Mahamoudra, Dakpo Tashi Namgyal, Padmakara, 2012
- Au Cœur du Ciel vol I, Le système de la Voie médiane dans la tradition Kagyu, Karl Brunnhölzl, Padmakara, 2013
- Au Cœur du Ciel vol 2, Controverses dans les systèmes de la Voie médiane, Karl Brunnhölzl, Padmakara, 2014
- Lumière de diamant, présentation générale des quatre classes de tantras bouddhistes, Dakpo Tashi Namgyal, Tsadra Foundation, 2016.
- Mémoires, La vie et l’œuvre de Jamgön Kongtrul, Jamgön Kongtrul Lodreu Thayé, Tsadra Foundation, 2017.
- Soûtra de l’Entrée dans la dimension absolue, traduit du chinois, annoté et présenté par Patrick Carré, Tsadra Foundation, 2018, 2 vol.
- Traité de la Continuité suprême du Grand Véhicule, l’Incontestable Rugissement du lion, Maitreya, Jamgön Kongtrul Lodreu Thayé, Tsadra Foundation, 2019.
- Trésor de connaissances, vol. I, Les Systèmes philosophiques bouddhistes, Jamgön Kongtrul Lodreu Thayé, Tsadra Foundation, 2020

## Liste de membres
- Anne Benson
- Helena Blankleder
- Christian Bruyat
- John Canti
- Luciana Chiaravalli
- Patrick Carré
- Wulstan Fletcher
- Stephen Gethin
- Maria Jesus Hervas
- Matthieu Ricard